# Giro d’Italia 2021/8. Etappe
Die 8. Etappe des Giro d’Italia 2021 führte am 15. Mai 2021 über 170 Kilometer von Foggia nach Guardia Sanframondi.
Etappensieger wurde Victor Lafay (Cofidis) mit 36 Sekunden Vorsprung vor Francesco Gavazzi (Eolo-Kometa) und 37 Sekunden vor Nikias Arndt (DSM). Attila Valter (Groupama-FDJ) kam in der Gruppe der Favoriten mit einem Rückstand von 4:48 Minuten ins Ziel und verteidigte die Maglia Rosa.
Nach einer umkämpften Startphase setzten sich bei Kilometer 55 acht Fahrer ab, zu denen nach einer Soloverfolgung der ehemalige Stundenweltrekordler Victor Campenaerts (Qhubeka Assos) aufschloss. 20 Kilometer vor dem Ziel versuchten erste Fahrer der Gruppe auszureißen. 12 Kilometer vor dem Ziel konnten sich Campernaerts und Giovanni Carboni (Bardiani CSF) absetzen, wurden jedoch zwei Kilometer vor dem Ziel im Schlussanstieg  vom späteren Sieger überholt. Die Mitglieder dieser Ausreißergruppe belegten die ersten neun Plätze der Etappe.
Der zweifache Etappensieger und Führende in der Punktewertung, Caleb Ewan (Lotto Soudal), gab das Rennen auf, nachdem er zuvor von einem Sturz in einem Tunnel aufgehalten wurde. Die Maglia Ciclamino übernahm Tim Merlier (Alpecin-Fenix).

## Ergebnis
| \| Etappenergebnis \| Etappenergebnis \| Etappenergebnis \| Etappenergebnis \| Etappenergebnis \| \| Fahrer \| Fahrer \| Land \| Team \| Zeit \| \| --------------- \| ------------------ \| --------------- \| --------------------- \| --------------- \| \| 1. \| Victor Lafay \| Frankreich \| Cofidis \| 4 h 06 min 47 s \| \| 2. \| Francesco Gavazzi \| Italien \| Eolo-Kometa \| + 36 s \| \| 3. \| Nikias Arndt \| Deutschland \| Team DSM \| + 37 s \| \| 4. \| Nélson Oliveira \| Portugal \| Movistar Team \| + 41 s \| \| 5. \| Giovanni Carboni \| Italien \| Bardiani CSF Faizanè \| + 44 s \| \| 6. \| Kobe Goossens \| Belgien \| Lotto-Soudal \| + 58 s \| \| 7. \| Victor Campenaerts \| Belgien \| Qhubeka Assos \| + 1 min 00 s \| \| 8. \| Alexis Gougeard \| Frankreich \| AG2R Citroën Team \| + 1 min 54 s \| \| 9. \| Fernando Gaviria \| Kolumbien \| UAE Team Emirates \| + 3 min 04 s \| \| 10. \| João Almeida \| Portugal \| Deceuninck-Quick Step \| + 4 min 48 s \| |                    |             |                       |                 |
| |                    |             |                       |                 |
| Quelle: ProCyclingStats |                    |             |                       |                 |
| Etappenergebnis |                    |             |                       |                 |
| Fahrer | Fahrer             | Land        | Team                  | Zeit            |
| 1. | Victor Lafay       | Frankreich  | Cofidis               | 4 h 06 min 47 s |
| 2. | Francesco Gavazzi  | Italien     | Eolo-Kometa           | + 36 s          |
| 3. | Nikias Arndt       | Deutschland | Team DSM              | + 37 s          |
| 4. | Nélson Oliveira    | Portugal    | Movistar Team         | + 41 s          |
| 5. | Giovanni Carboni   | Italien     | Bardiani CSF Faizanè  | + 44 s          |
| 6. | Kobe Goossens      | Belgien     | Lotto-Soudal          | + 58 s          |
| 7. | Victor Campenaerts | Belgien     | Qhubeka Assos         | + 1 min 00 s    |
| 8. | Alexis Gougeard    | Frankreich  | AG2R Citroën Team     | + 1 min 54 s    |
| 9. | Fernando Gaviria   | Kolumbien   | UAE Team Emirates     | + 3 min 04 s    |
| 10. | João Almeida       | Portugal    | Deceuninck-Quick Step | + 4 min 48 s    |

## Gesamtstände
| \| Gesamtwertung \| Gesamtwertung \| Gesamtwertung \| Gesamtwertung \| Gesamtwertung \| \| Fahrer \| Fahrer \| Land \| Team \| Zeit \| \| ------------- \| ----------------- \| ---------------------- \| ---------------------- \| ---------------- \| \| 1. \| Attila Valter \| Ungarn \| Groupama-FDJ \| 31 h 10 min 53 s \| \| 2. \| Remco Evenepoel \| Belgien \| Deceuninck-Quick Step \| + 11 s \| \| 3. \| Egan Bernal \| Kolumbien \| Ineos Grenadiers \| + 16 s \| \| 4. \| Alexander Wlassow \| Russland \| Astana-Premier Tech \| + 24 s \| \| 5. \| Hugh Carthy \| Vereinigtes Königreich \| EF Education-Nippo \| + 38 s \| \| 6. \| Damiano Caruso \| Italien \| Bahrain Victorious \| + 39 s \| \| 7. \| Giulio Ciccone \| Italien \| Trek-Segafredo \| + 41 s \| \| 8. \| Daniel Martin \| Irland \| Israel Start-Up Nation \| + 47 s \| \| 9. \| Simon Yates \| Vereinigtes Königreich \| BikeExchange \| + 49 s \| \| 10. \| Louis Vervaeke \| Belgien \| Alpecin-Fenix \| + 50 s \| |                   |                        |                        |                  |
| |                   |                        |                        |                  |
| Quelle: ProCyclingStats |                   |                        |                        |                  |
| Gesamtwertung |                   |                        |                        |                  |
| Fahrer | Fahrer            | Land                   | Team                   | Zeit             |
| 1. | Attila Valter     | Ungarn                 | Groupama-FDJ           | 31 h 10 min 53 s |
| 2. | Remco Evenepoel   | Belgien                | Deceuninck-Quick Step  | + 11 s           |
| 3. | Egan Bernal       | Kolumbien              | Ineos Grenadiers       | + 16 s           |
| 4. | Alexander Wlassow | Russland               | Astana-Premier Tech    | + 24 s           |
| 5. | Hugh Carthy       | Vereinigtes Königreich | EF Education-Nippo     | + 38 s           |
| 6. | Damiano Caruso    | Italien                | Bahrain Victorious     | + 39 s           |
| 7. | Giulio Ciccone    | Italien                | Trek-Segafredo         | + 41 s           |
| 8. | Daniel Martin     | Irland                 | Israel Start-Up Nation | + 47 s           |
| 9. | Simon Yates       | Vereinigtes Königreich | BikeExchange           | + 49 s           |
| 10. | Louis Vervaeke    | Belgien                | Alpecin-Fenix          | + 50 s           |

| Punktewertung | Punktewertung     | Punktewertung | Punktewertung               | Punktewertung |
| Fahrer        | Fahrer            | Land          | Team                        | Punkte        |
| ------------- | ----------------- | ------------- | --------------------------- | ------------- |
| 1.            | Tim Merlier       | Belgien       | Alpecin-Fenix               | 83 P.         |
| 2.            | Giacomo Nizzolo   | Italien       | Qhubeka Assos               | 76 P.         |
| 3.            | Elia Viviani      | Italien       | Cofidis                     | 69 P.         |
| 4.            | Davide Cimolai    | Italien       | Israel Start-Up Nation      | 66 P.         |
| 5.            | Peter Sagan       | Slowakei      | Bora-Hansgrohe              | 57 P.         |
| 6.            | Fernando Gaviria  | Kolumbien     | UAE Team Emirates           | 56 P.         |
| 7.            | Matteo Moschetti  | Italien       | Trek-Segafredo              | 42 P.         |
| 8.            | Filippo Tagliani  | Italien       | Androni Giocattoli-Sidermec | 39 P.         |
| 9.            | Filippo Fiorelli  | Italien       | Bardiani CSF Faizanè        | 39 P.         |
| 10.           | Dylan Groenewegen | Niederlande   | Jumbo-Visma                 | 36 P.         |

| Bergwertung | Bergwertung          | Bergwertung | Bergwertung                        | Bergwertung |
| Fahrer      | Fahrer               | Land        | Team                               | Punkte      |
| ----------- | -------------------- | ----------- | ---------------------------------- | ----------- |
| 1.          | Gino Mäder           | Schweiz     | Bahrain Victorious                 | 26 P.       |
| 2.          | Geoffrey Bouchard    | Frankreich  | AG2R Citroën Team                  | 18 P.       |
| 3.          | Kobe Goossens        | Belgien     | Lotto-Soudal                       | 18 P.       |
| 4.          | Francesco Gavazzi    | Italien     | Eolo-Kometa                        | 17 P.       |
| 5.          | Vincenzo Albanese    | Italien     | Eolo-Kometa                        | 16 P.       |
| 6.          | Rein Taaramäe        | Estland     | Intermarché-Wanty-Gobert Matériaux | 13 P.       |
| 7.          | Matej Mohorič        | Slowenien   | Bahrain Victorious                 | 10 P.       |
| 8.          | Alessandro De Marchi | Italien     | Israel Start-Up Nation             | 10 P.       |
| 9.          | Simon Pellaud        | Schweiz     | Androni Giocattoli-Sidermec        | 9 P.        |
| 10.         | Nikias Arndt         | Deutschland | Team DSM                           | 9 P.        |

| Nachwuchswertung | Nachwuchswertung       | Nachwuchswertung | Nachwuchswertung      | Nachwuchswertung |
| Fahrer           | Fahrer                 | Land             | Team                  | Zeit             |
| ---------------- | ---------------------- | ---------------- | --------------------- | ---------------- |
| 1.               | Attila Valter          | Ungarn           | Groupama-FDJ          | 31 h 10 min 53 s |
| 2.               | Remco Evenepoel        | Belgien          | Deceuninck-Quick Step | + 11 s           |
| 3.               | Egan Bernal            | Kolumbien        | Ineos Grenadiers      | + 16 s           |
| 4.               | Alexander Wlassow      | Russland         | Astana-Premier Tech   | + 24 s           |
| 5.               | Daniel Felipe Martínez | Kolumbien        | Ineos Grenadiers      | + 1 min 06 s     |
| 6.               | Tobias Foss            | Norwegen         | Jumbo-Visma           | + 1 min 53 s     |
| 7.               | Jai Hindley            | Australien       | Team DSM              | + 3 min 40 s     |
| 8.               | Gino Mäder             | Schweiz          | Bahrain Victorious    | + 4 min 44 s     |
| 9.               | João Almeida           | Portugal         | Deceuninck-Quick Step | + 4 min 49 s     |
| 10.              | Harold Tejada          | Kolumbien        | Astana-Premier Tech   | + 5 min 13 s     |

| Mannschaftswertung | Mannschaftswertung    | Mannschaftswertung           | Mannschaftswertung |
| Team               | Team                  | Land                         | Zeit               |
| ------------------ | --------------------- | ---------------------------- | ------------------ |
| 1.                 | Ineos Grenadiers      | Vereinigtes Königreich       | 93 h 35 min 22 s   |
| 2.                 | Bahrain Victorious    | Bahrain                      | + 1 min 05 s       |
| 3.                 | Team BikeExchange     | Australien                   | + 2 min 15 s       |
| 4.                 | Trek-Segafredo        | Vereinigte Staaten           | + 3 min 59 s       |
| 5.                 | Deceuninck-Quick Step | Belgien                      | + 5 min 08 s       |
| 6.                 | Team DSM              | Deutschland                  | + 8 min 16 s       |
| 7.                 | EF Education-Nippo    | Vereinigte Staaten           | + 9 min 32 s       |
| 8.                 | Movistar Team         | Spanien                      | + 10 min 00 s      |
| 9.                 | Jumbo-Visma           | Niederlande                  | + 18 min 00 s      |
| 10.                | UAE Team Emirates     | Vereinigte Arabische Emirate | + 21 min 17 s      |

## Ausgeschiedene Fahrer
- Caleb Ewan (Lotto Soudal) aufgegeben mit Knieschmerzen[3]